# Hymenanthera
Hymenanthera es un género de plantas con flores perteneciente a la familia Violaceae. Comprende doce especies.

## Especies seleccionadas
- Hymenanthera alpina
- Hymenanthera angustifolia
- Hymenanthera banksii